# 東京生命保険
東京生命保険相互会社（とうきょうせいめいほけん）は、かつて存在した日本の生命保険会社。
破綻後は、大同生命と太陽生命がスポンサーとして更生計画を策定。2001年（平成13年）10月に、両社が折半出資する資本金100億円の株式会社に改組、T&Dフィナンシャル生命保険として再建。現在は金融持株会社であるT&Dホールディングスの子会社として、変額年金などの資産運用性商品を中心に取り扱っている。

## 沿革
- 1895年（明治28年）1月、真宗信徒生命保険として京都で設立。資本金は50万円。社長には、小西酒造の当主でもあり、当時の有力財界人でもあった小西業茂（小西新右衛門）が就任。名前の通り、浄土真宗本願寺派の有力信徒を発起人とし、西本願寺を大株主として設立され、定款にも純益の30%を西本願寺に寄贈することとなっていた。
- 1914年7月（大正3年）本願寺色を薄めることを目的に、本願寺所有の株式を本願寺の財産管理財団である本末共保財団に移転すると共に、経営陣に対して株式を割り当て、共保生命保険と改称。
- 1934年9月（昭和9年）野村財閥に経営権が異動し、野村生命と改称。
- 戦後、相互会社となると同時に、東京生命に改称したが、旧野村グループである野村證券や大和銀行（現：りそな銀行）と親密な関係を維持。
- 中堅ながらも堅調な業績を挙げていたが、バブル崩壊後の低金利による逆ザヤ負担が重くのしかかると共に、2000年（平成12年）になって、第百生命、大正生命、千代田生命、協栄生命と生保破綻が相次いで起きたことから、相対的に財務基盤が脆弱な当社に対しても経営不安が拡がった。親密行である大和銀行などを中心に、GEキャピタルなど外資との提携による再建策を模索したが、結局まとまらず、大和銀行自体の経営不安も拡がっていたこともあり、2001年（平成13年）3月23日に自主再建を断念。同日、東京地方裁判所に対して、金融機関等の更生手続の特例等に関する法律の適用を申請し破綻した。
- 2000年（平成12年）9月末時点での総資産は約1兆円、負債総額は約9,800億円。2000年3月末の個人保険、個人年金の契約件数合計は730,493件。

## 年表
- 1895年（明治28年）1月 - 真宗信徒生命保険株式会社として京都に設立。
- 1914年（大正3年）7月 - 共保生命保険と改称。
- 1934年（昭和9年）9月 - 野村財閥の傘下に入り、野村生命保険と改称。
- 1940年（昭和15年）10月 - 仁壽生命保険株式会社と合併。
- 1947年（昭和22年）7月 - 相互会社に組織変更、新会社である東京生命保険相互会社設立。
- 1989年（平成元年) - 内幸町の第一ホテル東京・東京電力本社屋の間に、本社機能と第一ホテル東京アネックスを兼ねた複合型高層オフィスビル「東京生命ビル」が竣工。
- 1993年（平成5年） - 大和銀行と合弁出資で超高層オフィスビル「東京生命大手町野村ビル」を竣工。
- 2001年（平成13年）2月 - 東京生命ビルを平和不動産に売却し、「内幸町平和ビル」となる。
- 2001年（平成13年）3月23日 - 更生特例法の適用を申請し、経営破綻[1]。
- 2001年（平成13年）10月 - 株式会社に改組、T&Dフィナンシャル生命として再建した。

## かつての提供番組
- JNNニュース（TBS、1988年から1991年ごろ）
- ウェークアップ!（読売テレビ制作・日本テレビ系列）
- 朝だ!生です旅サラダ（ABC制作・テレビ朝日系列）